# Four lions
Four lions är en brittisk komedifilm från 2010 i regi av Chris Morris, med Riz Ahmed, Kayvan Novak, Nigel Lindsay, Arsher Ali och Adeel Akhtar i huvudrollerna. Den handlar om en grupp radikala muslimer från England som efter träning hos al-Qaida i Pakistan planerar ett terrordåd mot London Marathon.
Filmen hade världspremiär vid Sundance Film Festival i januari 2010 och gick upp på brittiska biografer den 7 maj samma år. Sverigepremiären ägde rum den 11 februari 2011.
Den tilldelades BAFTA-priset för bästa brittiska manus- regi- eller produktionsdebut och var nominerad för bästa brittiska film.

## Medverkande
- Riz Ahmed som Omar
- Kayvan Novak som Waj
- Nigel Lindsay som Barry
- Adeel Akhtar som Faisal
- Arsher Ali som Hassan
- Craig Parkinson som Matt
- Preeya Kalidas som Sofia
- Julia Davis som Alice
- Benedict Cumberbatch som Ed
- Alex Macqueen som Malcolm Storge MP
- Kevin Eldon som krypskytt
- Darren Boyd som krypskytt
- Mohammad Aqil som Mahmood
- William El-Gardi som Khalid